# Addington (Oklahoma)
Addington es un pueblo ubicado en el condado de Jefferson en el estado estadounidense de Oklahoma. En el año 2010 tenía una población de 114 habitantes y una densidad poblacional de 190 personas por km².

## Geografía
Addington se encuentra ubicado en las coordenadas 34°14′36″N 97°58′0″O / 34.24333, -97.96667 (34.243206, -97.966591).

## Demografía
Según la Oficina del Censo en 2000 los ingresos medios por hogar en la localidad eran de $$40,417 y los ingresos medios por familia eran $48,750. Los hombres tenían unos ingresos medios de $36,250 frente a los $22,250 para las mujeres. La renta per cápita para la localidad era de $15,170. Alrededor del 9.6% de la población estaban por debajo del umbral de pobreza.